# Vahanga
Vahanga ist ein Atoll des Tuamotu-Archipels in Französisch-Polynesien. Das Atoll gehört wie alle Atolle der Actéon-Gruppe administrativ zur Gemeinde Gambier. 
Das Atoll liegt etwa 5 km westlich von Tenarunga, die Lagune Vahangas hat keinen Zugang zum Meer. Das Atoll ist inklusive Lagune und Riff 12,58 km² groß. Die Landfläche beträgt 3,82 km². Es existiert ein Flugfeld.
Vahanga ist vollständig mit Kokospalmen bewachsen, außerdem bietet es eine reiche Vogelwelt.